# Чорногорський санджак
Чорногорський санджак (серб. Црногорскі санџак; тур. Karadağ Sancağı) — за сербськими джерелами санджак  Османської імперії, що існував на території  Чорногорії з 1514 по 1528 рр. під управлінням санджак-бея Станко Черноєвича.

## Опис
Чорногорський санджак було створено на території князівства  Зети, раніше приєднаного до  Скадарського санджака.  Станко Черноєвич - син  Івана Черноєвича,  був єдиним   правителем санджака, який підписувався як «санджак-бег чорногорський і всієї діоклітінської землі пан». Санджак складався з кількох повітів.

## Історія
Після втрати незалежності чорногорці отримали багато проблем з турецькою владою. Більша частина князівства Зета втратила статус незалежної держави, перетворившись на васальну державу Османської імперії, поки не була додана до Османського Шкодринського санджака  в 1499 році. У 1514 році ця територія була відокремлена від Шкодринського санджака і створена як окремий санджак Чорногорія під владою Скендербега Чорноєвича. 
У 1523 р. Resm-i filori Чорногорії, який мав статус hass, складався з 33 akçe у податковому податку, 20 akçe İspençe та 2 akçe для колекціонера.  
Турки згадали потурчення Івана-Скандербега, і  тільки завдяки прізвищу  Черноєвичей проголосили його в 1513 році як Санджака Чорногорії.
Турки примусили його прийняти іслам і він отримав нове ім'я - Скендербег. Скандербег під час свого правління в Чорногорії був зневажений чорногорцями. У 1519 році чорногорці підняли повстання, але  воно було придушене за допомогою турків. Коли в 1528 році помер Скендербег Чорноевич, Чорногорський санджак був приєднаний до Шкодринського санджака, як унікальна адміністративна одиниця з певним ступенем автономії.